# Movida manchega
La movida manchega fue una etapa de creación artística, musical y cultural que se desarrolló en la ciudad española de Puertollano (Ciudad Real) y su comarca durante los años ochenta (época también llamada la edad de oro del pop español, que se simultaneó con la movida madrileña y la movida viguesa).
Fue, por un lado, un movimiento musical, asociado a la llamada marcha nocturna y los discobares del centro de la ciudad, como contrarreacción a la música más tradicional. Pero por otro lado fue un movimiento cultural, integrado por artistas plásticos (pintores, escultores, diseñadores, escritores…), muchos de ellos multidisciplinares. Todo ello inmerso en un entorno de crisis económica y paro, motivado en la comarca por la recesión y reconversión de la minería y la incertidumbre política que causaba en una ciudad de izquierdas (gobernada por el PSOE desde las primeras elecciones municipales democráticas) la Transición española a la Democracia, que no acababa de verse clara ni suficientemente rápida por gran parte de la impaciente juventud.

## El comienzo
La movida manchega surge a comienzos de los 80 a partir de conciertos en pubs y, sobre todo, en las fiestas de las Ferias de primavera y otoño, plasmándose en la aparición de grupos locales como Los Desertores del arao, Metralla, Procesión del Kaos, Trayler, Los Costaleros de Viriato, Marcha Urbana, Excalibur o Jim Tonic y Las Hienas. La ciudad manchega ve aparecer, disolverse y reorganizarse grupos muy diversos, algunos relacionados con -o muy influidos por- lo que se hacía en Madrid.
En 1982 comenzaron a celebrarse los festivales llamados entonces la Movida Popera , por iniciativa del periodista y editor puertollanense Julián Gómez, fundador del periodico digital de  La Comarca de Puertollano , que fue quien expuso su idea al concejal de cultura, que después fue Alcalde de Puertollano, Manuel Juliá. A la idea se sumaron otros jóvenes inquietos de la ciudad como el periodista Alfonso Castro, el político Marcelo Expósito y el catedrático Eduardo Mugas que, por aquellos años, editaban un fanzine llamado Necromicón. 
Festivales que marcaron oficialmente el inicio de la movida manchega al comenzar a acudir grupos que entonces aún eran marginales a nivel nacional y solo se conocían en círculos reservados de Madrid. Podemos citar a Siniestro Total con Germán Coppini al frente, Glutamato Ye-Yé, Alphaville, PVP, Aviador Dro, Cámara, T.N.T., etc. El éxito fue tal que en la siguiente convocatoria acudieron Parálisis Permanente, Gabinete Caligari, Radio Futura, Derribos Arias o Décima Víctima, entre los más representativos. En lo que se refiere a locales, puntos de encuentro indispensables de la movida, fueron los pubs La Corredera y La Oca, hoy ambos desaparecidos y derribados.

## Personas y personajes
El manchego más famoso de la movida, el músico, escritor, y más tarde cineasta Pedro Almodóvar, natural de la vecina localidad de Calzada de Calatrava, no participó directamente en la de su tierra, sino –paradójicamente- en la movida madrileña, dado que marchó muy joven a la capital y fue uno de los fundadores y protagonistas del movimiento cultural de esa ciudad. No obstante, mantuvo el vínculo con su comarca y hoy día el Auditorio Municipal de Puertollano lleva su nombre, por haberse celebrado allí el estreno mundial de su película Volver (2006).
Pero la movida manchega no fue un fenómeno meramente musical, sino más bien cultural. Puertollano y Ciudad Real se convirtieron en germen y aglutinante de diversas artes: pintura, escultura, fotografía, artes escénicas, literatura, etc. Entre otros protagonistas, hemos de citar a los siguientes:
- Abdón Anguita Ginés (pintor).[2]
- Alfonso Castro Jiménez (periodista y escritor).
- Alfonso González Calero (periodista, escritor y editor).[3]
- Ana Leal Alcaide (escultora y ceramista).[4]
- Aurelio Gijón González, "Elio" (decorador).[5]
- Cristina García Rodero (fotógrafa, también inserta desde tiempos muy tempranos en la movida madrileña).
- Emiliano Vozmediano López (pintor).[6]
- Jesús Cortés Caminero, "Chule" (pintor).
- Julián Gómez Rivera (periodista, editor, crítico musical y promotor de los conciertos de las primeras movidas poperas de Puertollano)
- María Teresa González Mozos, "Nana" (pintora, diseñadora y decoradora).[7]
- Norberto Dotor Pérez (galerista).[8]
- Pablo Céspedes Prado (dramaturgo y director de la compañía Enea).
- Víctor Barba Pizarro (diseñador gráfico, dibujante-historietista y decorador).[9]
- Miguel López Alcobendas (actor y dibujante, director de la revista Tinta China).
- Chema T. Fabero (poeta, director de escena, actor y director de la revista BuenasMigas).
- Paco Manzano (guitarrista flamenco, premio nacional de toque en Córdoba, Jerez de la Frontera, La Unión, etc.)
- Eduardo "Fiti" Navarro (poeta, actor, director de El Lobito Toby, fanzine literario).
- José Antonio Fernández Vera (pintor, escultor e inventor).https://www.facebook.com/profile.php?id=100010733195394

Académicamente pueden citarse como "puntos calientes" de la movida manchega los siguientes lugares:
- En Puertollano, el Centro Cultural José Calvo Sotelo (dependiente del INI a través de la entonces empresa estatal REPSOL, hoy Repsol) dirigido entonces por el dramaturgo Pablo Céspedes, y la Universidad Popular de Puertollano (fundada en 1981), en la que fue profesora de Artes Plásticas la interiorista Mayte González (María Teresa González Mozos), que realizó el proyecto de La Corredera, uno de los locales emblemáticos de la movida, y es la autora del cuento Viajando aprendí que recuerda el encuentro entre el grupo Enea y doña Paquita Caballero, madre de Agustín Almodóvar y Pedro Almodóvar.
- En Ciudad Real, la Escuela de Artes y Superior de Diseño de Ciudad Real (hoy rebautizada como Escuela Pedro Almodóvar, por cuyas aulas pasaron gran número de los creadores citados anteriormente, y el extinguido Colegio Universitario de Ciudad Real, (fundado en 1973, cuatro años después del Colegio Universitario de Toledo y, como aquel, adscrito en sus inicios a la Universidad Complutense de Madrid)

## ¿Qué queda hoy de la movida manchega?
Los festivales poperos se integraron dentro de la programación oficial del Ayuntamiento con motivo de las Ferias y Fiestas de Mayo y de Septiembre, las últimas de las cuales se han visto reforzadas al celebrarse casi simultáneamente (o antes, o inmediatamente después) el cada vez más ponderado Festival Motero de Puertollano (organizado a título particular por el Motoclub Mineros desde 1995).
La Corredera, ya no existe, y tampoco el local vecino, La Oca. Otro local emblemático, La Belle Pop, sigue abierta, pero bajo otro nombre. Alternativa a La Corredera, por iniciativa del mismo empresario, fue el pub La Luna, que aún subsiste, aunque es un local más tranquilo que su predecesor. Otros locales aglutinantes de la noche puertollanera, también veteranos, son El Mosquito, y El Actor's, todos en el centro, entre el Ayuntamiento y el Paseo de San Gregorio. En lo que se refiere a la música, algunos grupos locales, existen todavía. Fue un éxito el concierto del trigésimo aniversario de Jim Tonic y Las Hienas, en el verano de 2008.